# 菲律宾共产党 (1930年)
菲律賓共產黨（缩写为PKP），目前通常被称作菲律宾共产党-1930（Partido Komunista ng Pilipinas-1930，缩写为PKP-1930），是菲律賓的一個共產主義政黨，成立於1930年8月26日。1968年，该党分裂出另一个菲律賓共產黨。

## 历史
菲律宾共产党于1930年11月7日成立，并于1938年与社会党合并。1942年3月，在吕宋岛组建了人民抗日军。抗日战争结束后，该党一度参加大选，并与政府展开“和谈”。然而，在遭受打压后，于1948年底成立了人民解放军，号召人民反对美帝国主义，推翻反动政权，建立人民民主政府。1950年，党的领导机构遭到破坏，内部产生严重分歧，活动陷入低潮。1968年12月，党内主张武装斗争的一派另立门户，成立新的菲律宾共产党，并于1969年3月组建新人民军，开始开展游击战争。老菲律宾共产党在总书记马卡帕加尔与军事领导人亚力汉德罗·布里奥奈斯的带领下，于1974年10月与政府达成和解，成为合法政党，但影响较小。